# Isay Rottenberg
Szaja (Isay) Rottenberg (Iwaniska, 13 mei 1889 - Amsterdam, 19 december 1971) was een Pools-Nederlandse zakenman van Joodse afkomst.

## Levensloop
Rottenberg werd geboren in een gezin van twaalf kinderen in de Poolse stad Iwaniska, destijds onderdeel van het Russisch Keizerrijk. Hij groeide op in Lódz. Op achttienjarige leeftijd verhuisde hij naar Berlijn. Hij vond werk bij een im- en exportfirma voor fournituren. Na een conflict met een collega begon hij als zelfstandig agent, waarmee hij een goed inkomen verdiende. In 1910 bezocht hij zijn oom Abraham Ptasznik in Amsterdam, die zich had gespecialiseerd in de fabricage van sigarettenhulzen. Hij leerde zijn nicht Lena kennen, met wie hij zich verloofde.
Na de uitbraak van de Eerste Wereldoorlog liep Rottenberg als Rus - waarvoor hij werd aangezien - in Duitsland gevaar om gevangengezet te worden. Via Denemarken en Londen bereikte hij Amsterdam. In 1915 keerde hij terug naar Duitsland om zijn zaken weer op te pakken. In 1917 trouwde hij met Lena Ptasznik, om zich na de oorlog definitief in Amsterdam te vestigen. Het stel kreeg drie kinderen. Rottenberg kocht een grote woning aan het Valeriusplein.
Rottenberg bleef na zijn vestiging in Nederland actief in zaken in Duitsland. In Nederland werd hij actief in de papierhandel. In 1927 kreeg Rottenberg de Nederlandse nationaliteit. Tijdens de beurskrach van 1929 verloor hij een groot deel van zijn kapitaal. In 1932 kocht hij in Döbeln de Deutsche Zigarren Werke, een van de modernste sigarenfabrieken van Duitsland. Zijn Joodse voorganger Salomon Krenter had de fabriek uitgerust met de modernste machines. Na de machtsovername van de nazi's in april 1933 slaagde Rottenberg er in eerste instantie in om zijn werkzaamheden door te zetten. Een aantal hooggeplaatste nazi's werkte daar aan mee, hoewel concurrenten het hadden voorzien op de fabriek van Rottenberg. De Deutsche Zigarren Werke was een belangrijke werkverschaffer in Döbeln en de NSDAP had baat bij stabiliteit.
Na twee jaar verloor Rottenberg alsnog het bezit over de fabriek. Hij werd beschuldigd van fraude en zat een aantal maanden gevangen in Dresden. Daar werd hij bijgestaan door de Nederlandse consul Johan Steenbergen. Rottenberg kwam vrij, maar de Deutsche Zigarren Werke viel in handen van de Deutsche Bank, die de fabriek later weer doorverkocht aan een van de concurrenten van Rottenberg.
Rottenberg zelf keerde terug naar Amsterdam, maar liet het grootste deel van zijn overgebleven kapitaal achter in Duitsland. Vanwege een deviezenuitvoerverbod kon dat niet zomaar worden meegenomen naar Duitsland. In de jaren daarna ging de familie meerdere malen op vakantie in Duitsland om daar goed in te kopen.
Op het moment van de Duitse inval in mei 1940 woonde Rottenberg met zijn gezin aan de Noorder Amstellaan. Beiden zonen Alfred en Edwin bereikten in 1943 los van elkaar via Frankrijk en Spanje Engeland, waar ze in militaire dienst gingen. In juli 1942 namen Isay en Lena Rottenberg, samen met hun dochter Tinni, de benen. Zij slaagden erin clandestien de grens met Zwitserland over te steken. Daar bleven zij de rest van de oorlog. Van Isays broers en zussen overleven slechts twee de oorlog omdat zij zich in respectievelijk Zweden en Palestina bevonden. Lena's ouders en twee van haar drie zussen kwamen om in de Duitse concentratiekampen. Na de oorlog keerde het gezin-Rottenberg terug naar Amsterdam. Rottenberg werd directeur van J. Rottenberg & Zn, een aan de Nieuwe Keizersgracht te Amsterdam gevestigde fabriek van plastic rietjes en buizen.

## Persoonlijk
Twee van zijn kleindochters, Sandra en Hella Rottenberg publiceerden in 2017 het boek De sigarenfabriek van Isay Rottenberg. Een andere kleinzoon is voormalig PvdA-voorzitter Felix Rottenberg.